# Sereré
El Sereré es una flauta primitiva a modo de silbato. Su área de difusión es la jungla del noreste  argentino. Se construye de madera y tiene aproximadamente 13 cm de largo y 3 cm de ancho. Tiene solamente dos notas.
El instrumento fue utilizado por los aborígenes del Chaco y Formosa para dar señales durante las cacerías.
- Datos: Q6125254